# Seznam burgundských hraběnek, vévodkyň a královen
Tento článek uvádí královny, hraběnky a vévodkyně manželky Burgundského království, hrabství a vévodství.

## Burgundské hraběnky

### Manželky hrabat z rodu Ivrea (1279–1330)
| Portrét | Jméno           | Dynastie | Narození – úmrtí | Sňatek | Hraběnkou od – do | Manžel             |
| ------- | --------------- | -------- | ---------------- | ------ | ----------------- | ------------------ |
|         | Filipa z Baru   |          | † 1290           | 1263   | 1279–1290         | Ota IV. Burgundský |
|         | Mahaut z Artois |          | 1269–1329        | 1291   | 1291–1302         | Ota IV. Burgundský |

### Vládnoucí hraběnky (1315–1461)
| Portrét | Jméno                          | Dynastie  | Narození – úmrtí | Sňatek | Hraběnkou od – do | Manžel               |
| ------- | ------------------------------ | --------- | ---------------- | ------ | ----------------- | -------------------- |
|         | Johana II. vládnoucí hraběnka  | Châlonové | 1292–1330        | 1307   | 1315–1330         | Filip V. Francouzský |
|         | Johana III. vládnoucí hraběnka | Kapetovci | 1308–1347        | 1318   | 1330–1347         | Odo IV. Burgundský   |

### Manželky hrabat z rodu Burgundů (1357–1461)
| Portrét | Jméno                   | Dynastie    | Narození – úmrtí | Sňatek | Hraběnkou od – do | Manžel   |
| ------- | ----------------------- | ----------- | ---------------- | ------ | ----------------- | -------- |
|         | Markéta III. Flanderská | Dampierrové | 1350–1405        | 1357   | 1357–1361         | Filip I. |

### Vládnoucí hraběnky (1361–1405)
| Portrét | Jméno                          | Dynastie    | Narození – úmrtí | Sňatek | Hraběnkou od – do | Manžel               |
| ------- | ------------------------------ | ----------- | ---------------- | ------ | ----------------- | -------------------- |
|         | Markéta I. vládnoucí hraběnka  | Kapetovci   | 1310–1382        | 1322   | 1361–1382         | Ludvík I. Flanderský |
|         | Markéta II. vládnoucí hraběnka | Dampierrové | 1350–1405        | 1363   | 1384–1405         | Filip II. Burgundský |

### Manželky hrabat z rodu Valois-Burgundského (1405–1482)
| Portrét | Jméno                                | Dynastie        | Narození – úmrtí | Sňatek | Hraběnkou od – do | Manžel                  |
| ------- | ------------------------------------ | --------------- | ---------------- | ------ | ----------------- | ----------------------- |
|         | Markéta Bavorská                     | Wittelsbachové  | 1395–1422        | 1385   | 1404–1419         | Jan I.                  |
|         | Michaela z Valois                    | Dynastie Valois | 1395–1422        | 1409   | 1419–1422         | Filip III.              |
|         | Bona z Artois                        | Kapetovci       | 1396–1425        | 1424   | 1424–1425         | Filip III.              |
| Portrét | Jméno                                | Dynastie        | Narození – úmrtí | Sňatek | Vévodkyní od – do | Manžel                  |
|         | Isabela Portugalská                  | Avizové         | 1397–1471        | 1430   | 1430–1467         | Filip III.              |
|         | Markéta z Yorku                      | Plantagenetové  | 1446–1503        | 1468   | 1468–1477         | Karel I.                |
|         | Marie Burgundská vládnoucí vévodkyně | Burgundští      | 1457–1482        | 1477   | 1477–1482         | Maxmilián I. Habsburský |

## Burgundské vévodkyně

### Manželky vévodů zBosonidovské dynastie(880–952)
| Jméno           | Dynastie   | Narození – úmrtí | Sňatek | Vévodkyní od – do | Manžel     |
| --------------- | ---------- | ---------------- | ------ | ----------------- | ---------- |
| Adéla z Auxerre | Frankové   | asi 849–929      | 888    | 888–921           | Richard I. |
| Ema Francouzská | Robertovci | 894–934          | 921    | 921–923           | Rudolf     |

### Manželky vévodů (952–1004)
| Jméno                 | Dynastie    | Narození – úmrtí | Sňatek | Vévodkyní od – do | Manžel  |
| --------------------- | ----------- | ---------------- | ------ | ----------------- | ------- |
| Ermengarda Burgundská | Bosonidovci |                  | 938    | 952–956           | Gilbert |

### Manželky vévodů zRobertovské dynastie(956–1004)
| Jméno                | Dynastie          | Narození – úmrtí | Sňatek | Vévodkyní od – do | Manžel          |
| -------------------- | ----------------- | ---------------- | ------ | ----------------- | --------------- |
| Luitgarda Burgundská | dcera Richarda I. |                  | 955    | 956–965           | Ota             |
| Gerberga z Mâconu    | dcera Gilberta    | † 986/991        | 972    | 972–986/991       | Jindřich Veliký |
| Gersenda Gaskoňská   |                   |                  | 992    | 992–996           | Jindřich Veliký |
| Matylda ze Chalonu   |                   | † 1005/1019      | 998    | 998–1004          | Jindřich Veliký |

### Manželky vévodů zKapetovské dynastie(1004–1032)
| Jméno | Dynastie           | Narození – úmrtí | Sňatek    | Vévodkyní od – do | Manžel    |               |
| ----- | ------------------ | ---------------- | --------- | ----------------- | --------- | ------------- |
|       | Konstancie z Arles |                  | 986–1034  | 1001              | 1004–1016 | Robert Zbožný |
|       | Matylda Sálská     | Sálská dynastie  | 1027–1034 | 1032[zdroj?]      | 1032–1032 | Jindřich      |

### Manželky vévodů z Burgundské dynastie (1032–1361)
| Portrét | Jméno                                     | Dynastie         | Narození – úmrtí | Sňatek   | Vévodkyní od – do | Manžel     |
| ------- | ----------------------------------------- | ---------------- | ---------------- | -------- | ----------------- | ---------- |
|         | Helie Burgundská                          |                  |                  | asi 1033 | 1033–1046         | Robert I.  |
|         | Ermengarda z Anjou                        | Anjouovci        | asi 1018–1076    | asi 1048 | 1048–1076         | Robert I.  |
|         | Sibyla z Nevers                           | Monceauxové      | 1058–1078        | asi 1075 | 1076–1078         | Hugo I.    |
|         | Sibyla Burgundská                         | Ivrejští         | 1065 – po 1103   | 1080     | 1080–1103         | Odo I.     |
|         | Matylda z Mayenne                         |                  | † po 1162        | asi 1115 | 1115–1142         | Hugo II.   |
| Portrét | Jméno                                     | Dynastie         | Narození – úmrtí | Sňatek   | Vévodkyní od – do | Manžel     |
|         | Marie z Blois                             |                  | 1128–1190        | 1145     | 1145–1162         | Odo II.    |
|         | Alix Lotrinská                            | Châtenoisové     | 1145–1200        | 1165     | 1165–1183         | Hugo III.  |
|         | Beatrix z Albonu                          |                  | 1161–1228        | 1183     | 1183–1192         | Hugo III.  |
|         | Tereza Portugalská dcera krále Alfonse I. | Burgundští       | 1157–1218        | 1194     | 1194–1195         | Odo III.   |
|         | Alix z Vergy                              |                  | 1182–1252        | 1199     | 1199–1218         | Odo III.   |
| Portrét | Jméno                                     | Dynastie         | Narození – úmrtí | Sňatek   | Vévodkyní od – do | Manžel     |
|         | Jolanda z Dreux                           | Kapetovci        | 1212–1248        | 1229     | 1229–1248         | Hugo IV.   |
|         | Beatrix Navarrská                         | Dynastie z Blois | 1242–1295        | 1258     | 1258–1273         | Hugo IV.   |
|         | Anežka Francouzská                        | Kapetovci        | 1260–1325        | 1279     | 1279–1306         | Robert II. |
|         | Johana III. Burgundská                    | Kapetovci        | 1308–1347        | 1318     | 1318–1347         | Odo IV.    |
|         | Markéta III. Flanderská                   | Dampierrové      | 1350–1405        | 1357     | 1357–1361         | Filip I.   |
| Portrét | Jméno                                     | Dynastie         | Narození – úmrtí | Sňatek   | Vévodkyní od – do | Manžel     |

### Manželky vévodů z rodu Valois-Burgundského (1361–1477)
| Portrét | Jméno                                | Dynastie        | Narození – úmrtí | Sňatek | Vévodkyní od – do | Manžel                  |
| ------- | ------------------------------------ | --------------- | ---------------- | ------ | ----------------- | ----------------------- |
|         | Markéta III. Flanderská              | Dampierrové     | 1350–1404        | 1369   | 1369–1404         | Filip II.               |
|         | Markéta Bavorská                     | Wittelsbachové  | 1395–1422        | 1385   | 1404–1419         | Jan I.                  |
|         | Michaela z Valois                    | Dynastie Valois | 1395–1422        | 1409   | 1419–1422         | Filip III.              |
|         | Bona z Artois                        | Kapetovci       | 1396–1425        | 1424   | 1424–1425         | Filip III.              |
| Portrét | Jméno                                | Dynastie        | Narození – úmrtí | Sňatek | Vévodkyní od – do | Manžel                  |
|         | Isabela Portugalská                  | Avizové         | 1397–1471        | 1430   | 1430–1467         | Filip III.              |
|         | Markéta z Yorku                      | Plantagenetové  | 1446–1503        | 1468   | 1468–1477         | Karel I.                |
|         | Marie Burgundská vládnoucí vévodkyně | Burgundští      | 1457–1482        | 1477   | 1477–1482         | Maxmilián I. Habsburský |

## Seznam manželek vévodů zHabsburské dynastie(1482–1795)
| Portrét | Jméno                                       | Dynastie              | Narození – úmrtí | Sňatek | Vévodkyní od – do | Manžel                              |
| ------- | ------------------------------------------- | --------------------- | ---------------- | ------ | ----------------- | ----------------------------------- |
|         | Johana Kastilská                            | Trastámarové          | 1479–1555        | 1526   | 1496–1506         | Filip III. Sličný                   |
|         | Isabela Portugalská                         | Avizové               | 1503–1539        | 1526   | 1526–1539         | Karel II. (císař Karel V.)          |
|         | Marie I. Tudorovna                          | Tudorovci             | 1516–1558        | 1554   | 1556–1558         | Filip IV.                           |
|         | Alžběta z Valois                            | Valois-Angoulême      | 1545–1568        | 1559   | 1559–1568         | Filip IV.                           |
|         | Anna Habsburská                             | Habsburkové           | 1549–1580        | 1570   | 1570–1580         | Filip IV.                           |
| Portrét | Jméno                                       | Dynastie              | Narození – úmrtí | Sňatek | Vévodkyní od – do | Manžel                              |
|         | Markéta Štýrská                             | Habsburkové           | 1584–1611        | 1599   | 1599–1611         | Filip V.                            |
|         | Izabela Bourbonská                          | Bourboni              | 1603–1644        | 1615   | 1621–1644         | Filip VI.                           |
|         | Marie Anna Habsburská                       | Habsburkové           | 1634–1696        | 1649   | 1649–1665         | Filip VI.                           |
|         | Marie Luisa Orleánská                       | Orléanští             | 1662–1689        | 1679   | 1679–1689         | Karel III.                          |
| Portrét | Jméno                                       | Dynastie              | Narození – úmrtí | Sňatek | Vévodkyní od – do | Manžel                              |
|         | Marie Anna Neuburská                        | Wittelsbachové        | 1667–1740        | 1690   | 1690–1700         | Karel III.                          |
|         | Alžběta Kristýna Brunšvicko-Wolfenbüttelská | Welfové               | 1691–1750        | 1708   | 1713–1740         | Karel IV. (císař Karel VI.)         |
|         | Marie Terezie vládnoucí vévodkyně           | Habsburkové           | 1717–1780        | 1736   | 1740–1780         | František I. Štěpán Lotrinský       |
|         | Marie Ludovika Španělská                    | Španělští Bourboni    | 1745–1792        | 1765   | 1790–1792         | Leopold (císař Leopold II.)         |
|         | Marie Tereza Neapolsko-Sicilská             | Bourbon-Obojí Sicílie | 1772–1807        | 1790   | 1792–1794         | František II. (císař František II.) |

## Burgundské královny

### Manželky hornoburgundských králů zeSálské dynastie(1032–1125)
| Portrét | Jméno                     | Dynastie    | Narození – úmrtí | Sňatek            | Královnou od – do | Manžel              |
| ------- | ------------------------- | ----------- | ---------------- | ----------------- | ----------------- | ------------------- |
|         | Gisela Švábská            | Konradinové | 995–1043         | 1016              | 1024–1039         | Konrád II. Sálský   |
|         | Anežka z Poitou           | Akvitánští  | 1025–1077        | 21. listopad 1043 | 1043–1056         | Jindřich III. Černý |
|         | Berta Savojská            |             | 1051–1087        | 13. červenec 1066 | 1066–1087         | Jindřich IV.        |
|         | Adéla Kyjevská (Praxedis) | Rurikovci   | 1071–1109        | 14. srpen 1089    | 1089–1105         | Jindřich IV.        |
|         | Matylda Anglická          |             | 1101–1167        | 7. leden 1114     | 1114–1125         | Jindřich V.         |

### Manželky hornoburgundských králů zeSupplingburské dynastie(1125–1137)
| Portrét              | Jméno | Dynastie     | Narození – úmrtí | Sňatek    | Královnou od – do | Manžel |
| -------------------- | ----- | ------------ | ---------------- | --------- | ----------------- | ------ |
| Richenza z Northeimu |       | 1087/89–1141 | 1100             | 1125–1137 | Lothar III.       |        |

### Manželky hornoburgundských králů zeŠtaufské dynastie(Hohenštaufové) (1138–1208)
| Portrét | Jméno               | Dynastie     | Narození – úmrtí   | Sňatek          | Královnou od – do | Manžel                 |
| ------- | ------------------- | ------------ | ------------------ | --------------- | ----------------- | ---------------------- |
|         | Gertruda z Komburgu |              | ?–1130/31          | asi 1115        | 1127–1146         | Konrád III.            |
|         | Adéla z Vohburgu    |              | asi 1128 – po 1187 | 1147            | 1152–1153         | Fridrich I. Barbarossa |
|         | Beatrix Burgundská  |              | 1148–1184          | 9. červen 1156  | 1156–1184         | Fridrich I. Barbarossa |
|         | Konstancie Sicilská | Hautevillové | 1154–1198          | 27. leden 1186  | 1190–1197         | Jindřich VI.           |
|         | Irena Angelovna     |              | 1177/81–1208       | 25. květen 1197 | 1198–1208         | Filip Švábský          |

### Manželky hornoburgundských králů zWelfské dynastie(1208–1215)
| Portrét | Jméno            | Dynastie | Narození – úmrtí | Sňatek  | Královnou od – do | Manžel             |
| ------- | ---------------- | -------- | ---------------- | ------- | ----------------- | ------------------ |
|         | Beatrix Švábská  | Štaufové | 1198–1212        | 1209/12 | 1209/12           | Ota IV. Brunšvický |
|         | Marie Brabantská | z Lovaně | 1190–1260        | 1214    | 1214–1215         | Ota IV. Brunšvický |

### Manželky hornoburgundských králů zeŠtaufské dynastie(1212–1254)
| Portrét | Jméno                   | Dynastie       | Narození – úmrtí    | Sňatek           | Královnou od – do | Manžel                 |
| ------- | ----------------------- | -------------- | ------------------- | ---------------- | ----------------- | ---------------------- |
|         | Konstancie Aragonská    |                | asi 1183–1222       | 5. srpen 1209    | 1215–1222         | Fridrich II.           |
|         | Jolanda Jeruzalémská    |                | 1212–1228           | 9. listopad 1225 | 1225–1228         | Fridrich II.           |
|         | Blanka Lancia           |                | asi 1200 – asi 1233 | asi 1233         | asi 1233          | Fridrich II.           |
|         | Isabela Anglická (1241) | Plantageneti   | 1214–1241           | 1235             | 1235–1241         | Fridrich II.           |
|         | Markéta Babenberská     | Babenberkové   | 1204/05–1266        | 1225             | 1225–1242         | Jindřich VII. Štaufský |
|         | Alžběta Bavorská        | Wittelsbachové | 1227–1273           | 1246             | 1246–1254         | Konrád IV.             |